# Фамільні архіви
Фамільні архіви — архівні зібрання та колекції історичних документів, створені представниками землевласницької (політичної, бюрократичної та культурної) еліти середньовічного та модерного суспільства. Вони складають цілісні джерельно-інформаційні комплекси — сукупність документальних свідчень про інтелектуальне й побутове життя еліти упродовж багатьох століть, державну, політичну, культурну, громадську і господарську активність окремого роду чи групи родів та їхнього оточення. В англомовній, російській, польській та німецькій архівістиці вживаються спеціальні терміни (patrimonial, family and estate archives; вотчинно-поместный архив; archiwum podworskie; Gutsarchiv), які визначають документальне зібрання, створене в процесі діяльності роду або фамілії (кількох родів) землевласників — представників політичної та культурної еліти.
Вміст Ф.а. є значно ширшим за інші особові, родові або родинні архіви, оскільки їхньою засадничою ознакою є наявність великої кількості джерел приватноправового, економічно-господарського та статистико-описового характеру, що не притаманне іншим категоріям особових фондів. Відрізняє їх і той факт, що часом успадкування йшло не за родинним, а за
маєтковим принципом і власниками родових документів ставали представники інших родів. Ф.а. зберігали також відомості про великі групи людей, економічно або ж політично залежних від представників роду/фамілії: населення сіл, розташованих на одідичених родом землях; священнослужителів, сільських учителів, службовців маєтків. Порівняно з державними, відомчими та корпоративними архівами зміст Ф.а. має значну альтернативність, що пояснюється їхнім характером і вмістом. Документи, при створенні яких передбачалося, насамперед, задоволення внутрішніх, особистих потреб або ж відновлення історичної пам'яті роду, виступають необхідним доповненням офіційній категорії джерел, можуть суперечити чи навіть
спростовувати їх, розкривати приховані або не такі очевидні причини та наслідки запровадження цих актів. У документах
Ф.а. часом містяться таємні відомості, які ніколи не потрапляли до офіційних архівів. Варто говорити також про різноманітність і всебічність документів Ф.а., що виходять далеко за межі службової компетенції і кола звичайних інтересів утворювачів таких архівів.
Суттєвою характеристикою їх є обов'язкова регіональна прив'язка, і тому Ф.а. становлять надзвичайну цінність для краєзнавчих досліджень.
Найхарактерніша риса Ф.а. — безпосередня залежність від суспільного стану (див. Стани), що їх породив.
Існування цього стану як провідного потребувало повсякденного доведення за допомогою архівних документів свого права на
земельну власність, відповідний адміністративний і державний статус, що було запорукою
керівництва іншими станами суспільства.
Кожен такий рід утримував свій приватний архів, дбайливо зберігав документи предків, заповідаючи їх у спадщину, розподіляючи між нащадками. Це породжувало масовість і типовість Ф.а. З послабленням суспільної ваги
землевласницької верстви наприкінці модерної епохи минула безпосередня потреба в архівних доказах, Ф.а. втратили своє утилітарне призначення, зазнали занепаду й суттєвих втрат і як масове явище взагалі зникли. Вцілілі Ф.а. перетворювалися на колекційні архівні, музейні та бібліотечні зібрання, підтриманням і поповненням яких займалися національно-свідомі представники родової еліти.
Історія дослідження Ф.а. почалася з пізньосередньовічної доби, адже навіть перші держ. архіви виникали як збірки історичних документів правлячого роду. У цьому відбилася невіддільність приватного і громадського в середньовічному світосприйнятті.

## Закордонна архівістика
Закордонна архівістика приділяла значну увагу дослідженню складу, змісту та особливостей Ф.а., разом із тим не завжди вважала їх за збірки архівних документів, а за «історичні рукописи», віднесені до сфери компетенції бібліотек та бібліотекарів. Значними були напрацювання в дослідженні приватних архівів родової еліти британських, іспанських, польських,
французьких архівознавців. У доробку іспанської архівістики — спеціальний посібник, а також ґрунтовна система
описування документів Ф.а. У Франції до загального курсу архівістики включений спеціальний розділ про Ф.а. Давні традиції вивчення й публікації фамільних документів, принаймні з кінця 18 ст., має польська архівістика, де сформульовано
таку періодизацію історії Ф.а. польських аристократичних родин: масова поява в 16 ст., розквіт у 19 ст., пов'язаний з необхідністю доведення майнових прав, а також піднесенням національної свідомості еліти в умовах бездержавного
існування Польщі.

## Архівістика в Україні
В Україні дослідження Ф.а. розпочалося лише в 19 ст. і відбувалося за двома напрямами: вивчення приватних архівів правобережної (шляхти та магнатів Речі Посполитої) та лівобережної (української шляхти 17—18 ст., згодом інкорпоровано
ї до російського дворянства) еліт, які мали значні відмінності: у перших непоодинокими були документи 15—16 ст., тоді як абсолютна більшість других започаткована наприкінці 17 — у 18 ст.
Дослідниками Ф.а. були В.Антонович, Д.Багалій, М. Грушевський, В.Іконников, О.Лазаревський, М.Маркевич, Г.Милорадович, В.Модзалевський, О.Оглоблин, І. Ф. Павловський, М.Плохинський, О.Стороженко, М.Судієнко, Ю.Татищев та ін.
Історичні події 1917—21 призвели до повної ліквідації землевласницького стану та загибелі їхніх архівів. Ті фамільні фонди, які нині перебувають у складі національного архівного фонду і зберігаються в
державних архівах, стали штучно створеними колекціями родинних документів, механічно розірваними на частини за формальними ознаками й переробленими архівістами 1930—60-х рр. за тогочасними  схемами фондування та описування. Виникли дрібні «особові фонди», вилучені зі складу великих, історично сформованих фамільних зібрань за іменами окремих представників еліти. Складнішою була доля Ф.а., які опинилися у Всенародній бібліотеці України в Києві (нині Національна бібліотека України імені В. І. Вернадського; див. Бібліотека національна України імені В.Вернадського), де вони просто розривалися між трьома обліковими «відділами»: I (літературні матеріали); II (історичні матеріали) та III (листування). Таким чином, була повністю зруйнована цілісність українських Ф.а. як феномену архівістики з притаманними їм характерними особливостями складу і змісту.
Нині спостерігається відродження інтересу до вивчення і реконструкції первісного складу Ф.а. Сучасні історики-архівісти
В.Заруба, Л.Гісцова, В.Ульяновський, Н.Черкаська, Г.Швидько та ін. опублікували вагомі праці з
цієї тематики.